# Padre Perereca
Luís Gonçalves dos Santos, (Rio de Janeiro, 25 de abril de 1767 - Rio de Janeiro, 1 de dezembro de 1844), mais conhecido como Padre Perereca, foi um escritor, professor, cronista, tradutor, e cônego do Brasil Imperial.

## Biografia
Chamado de padre Perereca devido à estatura baixa, corpo franzino e olhos esbugalhados, Luís Gonçalves dos Santos é uma importante peça histórica do Brasil Imperial, mais precisamente na Corte, que se estabeleceu no Rio de Janeiro. Estudou retórica, filosofia, poética, geografia, grego e latim com o Padre Santa Úrsula Rodovalho. Também era conhecedor de hebraico, francês, italiano e espanhol. Já aos 27 anos, recebeu as ordens sacras. Além de dedicar-se ao magistério, foi ainda cônego da capela imperial. Produziu diversas obras sobre assuntos variados, fossem religiosos, políticos e até uma comédia, além de traduções. Engajado na independência do país, mandou publicar artigos de âmbito separatista em jornais, principalmente no "Reverbero".
Sua obra mais importante se chama Memórias para Servir à História do Reino do Brasil. Reproduz um sentido de brasilidade, apesar do tom exageradamente louvador. Mesmo assim, foi acusado de ser partidário do absolutismo e ser contra a independência política.
O livro é dividido em três épocas, da felicidade, da honra e da glória, em ordem temporal, de 1608 a 1821. Trata da chegada da Família Real, fato histórico do qual o Padre Perereca foi testemunha, e o governo de D. João VI. Há um detalhado relato da vida pública do Rio de Janeiro como a política, a parte administrativa, a vida eclesiástica, os assuntos militares e econômicos. Retrata também as solenidades, cerimônias, festas e costumes.
O apelido de Padre Perereca demonstra que o humor e a irreverência já davam suas mostras naquela época. Seu tom é bastante laudatório e bajulador, mas suas observações são atentas e precisas. Lê-se: Rio de Janeiro, cidade a mais ditosa do Novo Mundo! Rio de Janeiro, aí tens a tua augusta rainha e o teu excelso príncipe com sua real família, as primeiras majestades que o hemisfério austral viu e conheceu", escreveu ele. "Enche-te de júbilo, salta de prazer, orna-te dos teus mais ricos vestidos, sai ao encontro dos teus soberanos."
Graças a esse personagem histórico, sabe-se que, depois de desembarcar no paço, D. João VI foi recepcionado por uma comissão de vereadores, padres, fidalgos, magistrados e por uma tropa com estandartes portugueses. A família real foi abençoada com água benta, em meio a uma queima de incensos e preces.

## Obras
- 1822 O campeão portuguez em Lisboa, derrubado por terra à golpes de verdade, e da justiça, Rio de Janeiro, Typ. de Torres, e Costa
- 1825 Memórias para Servir à História do Reino do Brasil, Lisboa, impressão régia.
- 1827 O celibato clerical, e religioso defendido dos golpes de impiedade, e da libertinagem dos correspondentes da Astréa. Com um appendice sobre o voto separado do senhor deputado Feijó, Rio de Janeiro, Typ. de Torres
- 1827 Antidoto salutiforo contra o Despertador Constitucional Extranumerario n. 3, dividido em sete cartas, dirigidas ao auctor d'aquuelle folheto impio, revolucionario e execravel para beneficio da mocidade brasileira, especialmente da fluminense por Hum seu patricio fiel aos deveres que lhe impõe a religião e o imperio, Lisboa, Impressão Régia
- 1828 Apologia dos bens religiosos, e religiosas do Imperio do Brasil, fundada em razão, na justiça, e na Constituição, contra os projectistas espoliadores, Rio de Janeiro, Typ. de Torres
- 1838 Antidoto catholico contra o veneno methodista, ou refutação do segundo relatorio do intitulado missionário do Rio de Janeiro, Rio de Janeiro, I. P. da Costa
- 1839 O catholico e o methodista; ou, Refutação das doutrinas hereticas e falsas que os intitulados missionarios do Rio de Janeiro, methodistas de New York, tem vulgarisado nesta corte do Imperio do Brasil por meio de huns impressos chamados tracts, com o fim de fazer proselitos para sua seita, & c. Á que se junta huma dissertação sobre o direito dos catholicos de serem sepultados nas igrejas e nos seus adros, Rio de Janeiro, Imp. de I.P. da Costa